# Setge d'Òtranto (1480)
El Setge d'Òtranto va tenir lloc entre 1480 i 1481 quan la ciutat i la fortalesa d'Òtranto, al sud d'Itàlia, va ser assetjada per les tropes otomanes. L'any 1480 el setge va acabar amb la caiguda de la ciutat a mans dels otomans i l'any 1481 un nou setge en aquest cas de les tropes derrotades va recuperar la ciutat per al Regne de Nàpols.

## Antecedents
Desapareguda l'amenaça de Tamerlà, que no va poder bastir un imperi, els otomans van reprendre l'ofensiva sobre Europa i Mehmet II va atacar els Balcans sotmetent als serbis, prenent Constantinoble el 1453, i ocupant provisionalment Belgrad el 1456, arribant al Danubi i controlant Transsilvània. El 1460 es van apoderar de Morea i dels últims illots grecs, el 1468 van forçar el reducte muntanyós albanès. i el 1479, van posar fi a una guerra de setze anys amb la República de Venècia amb el tractat de Constantinoble que significava la concessió de Negrepont i altres illes de l'Egeu, i la fortalesa albanesa de Scutari.

## El setge
El 28 de juliol de 1480, una flota de 128 naus otomanes comandada per Gefik Ahmad Paixà a les ordres de Mehmet II, entre elles 28 galeres i 104 fustes i palandàries amb quatre mil cavalleries, va arribar prop de la ciutat napolitana d'Òtranto la Pulla provinent del setge de Rodes. El 29 de juliol la guarnició i els ciutadans es van retirar a la ciutadella, el castell d'Otranto, que fou pres l'onze d'agost i massacraren 12.000 dels 22.000 habitants, entre ells el comandant de la guarnició Francesco Largo i l'arquebisbe Stefano Pendinelli, i la resta condemnats a l'esclavatge. 800 foren canonitzats per l'esglèsia com els Màrtirs d'Òtranto.

## Conseqüències
La presa d'Òtranto va causar pànic a Itàlia, i l'any següent, amb la mort de Mehmet II, Sixt IV no va afluixar en els esforços de croada i la ciutat va ser recuperada per l'infant Alfons, duc de Calàbria, i fill de Ferran I de Nàpols, que a continuació va dirigir-se a Albània a donar suport a una revolta, però no va atacar el port d'Avlona i el Papa va acordar amb la República de Venècia treure Ferran del Regne de Nàpols.